# 聞仲
聞仲，是中國古典神魔小說《封神演義》小說中的人物。聞仲是商朝末代君王紂王朝中的太師，乃國家三朝元老，文武雙全、威儀並重，是商軍中最重要的人物。

## 概述
聞仲貴為三朝元老，位高權重剛毅忠直，滿腹韜略且法力無邊，法器為蛟龍金鞭。暴虐的紂王亦對其禮敬三分，奸佞讒臣費仲、尤渾更對聞仲極為恐懼，只要聞仲在朝便不敢造次，就連千年修為的狐妖妲己也對聞仲頗為忌憚，視聞仲為破壞自己荒淫計畫的眼中釘。
聞仲於小說第一回就已經登場，不過聞仲一直在外征討叛逆，因此甚少於朝中露面。在第一回中聞仲出師北海討平七十二路侯袁福通，直至第二十七回方才平定北海回朝，當時朝中早已連生巨變，在妲己的慫恿下，紂王接連以酷刑殘害忠良無辜，數位忠臣為諫紂王而死，將相離心；聞仲見國家政亂，便向紂王進諫，提出十策要求紂王改善國政。可是在朝未久便得東海平靈王造反消息，結果紂王以此為由要聞仲領兵出征，遠離朝歌讓聞仲無力在朝督君清側。
至第三十回，聞太師再次得勝班師回朝，聽聞武成王黃飛虎反叛朝廷投西而去後大怒，驅兵追襲黃飛虎，又安排關防嚴拿逃將；可是在闡教仙人清虛道德真君的幫助之下，黃飛虎成功逃出五關（臨潼關、潼關、穿雲關、界牌關、汜水關），聞仲未能成功捉獲黃飛虎，唯有回朝歌備戰。
此後，聞仲一直坐鎮都城，遣將討伐西岐姬昌及姜尚（姜子牙），但一直損兵折將，無功而還。在第四十一回，聞仲引兵親征西歧，令子牙等人甚為緊張。兩軍交戰之前，聞仲先在黃花山收服鄧忠、辛環、張節、陶榮四將為輔，自此至五十二回期間，聞仲先後請出十天君、趙公明、雲霄娘娘三姊妹等截教中人為援，連番攻討西岐，令姜尚軍隊幾度受挫。可是最後聞仲仍是不敵姜子牙門下諸人，連敗數陣，最終於絕龍嶺被雲中子以通天神火柱活活燒死。
在第九十九回，姜子牙奉命封神，聞仲的靈魂被封為「九天應元雷聲普化天尊」（亦稱「雷祖」），率領雷部二十四員神將，負責催雲布雨，行雷擊電。姜子牙奉太上老君及元始天尊敕封聞仲為雷祖的正文如下：
爾聞仲曾入名山，証修大道，雖聞朝元之果，未証至一之諦，登大羅而無緣，位人臣之極品，輔相兩朝，竭忠補袞，雖劫運之使然，其貞烈之可憫。今特令爾督率雷部，興雲布雨，萬物託以長養，誅逆除姦，善惡由之禍福；特敕封爾為九天應元雷神普化天尊之職，仍率領雷部二十四員催雲助雨護法天君，任爾施行。爾其欽哉！

## 特徵
聞仲除了是商朝太師之外，亦是截教中人，曾拜金靈聖母為師，亦有演義版本演繹他為通天教主的頭號弟子，擅長五行變遁之術，手下除了鄧、辛、張、陶四將外，尚有吉立、余慶兩位門人。聞仲相貌「面如淡金，五柳長髯，飄揚腦後」，額上有一隻神目。書中曾以一闕詞介紹聞太師：
九雲冠金霞繚繞，絳絹衣鶴舞雲飛，陰陽縧結束，朝履應玄機。坐下麒麟如墨染，金鞭擺動光輝。
拜上通天教下，三除五遁施為。胸中包羅天地，運籌萬斛珠璣。丹心貫乎白日，忠貞萬載名題。龍鳳旛下列旌旗，太師行兵自異。
其坐騎名為「墨麒麟」（此麟頭上有風雲角，一拍便可飛於空中，霎時可行千里；後來為雷震子所殺），武器名為「蛟龍金鞭」（共有雙鞭，由兩條蛟龍幻化而成，有陰陽之分；雌鞭後來被姜子牙的打神鞭所打斷）。性格剛烈自信，忠君愛國，極具威嚴，軍政能力均甚高明。

## 作品與大眾文化

### 影視
| 首映年份 | 片名                    | 演員   |
| -------- | ----------------------- | ------ |
| 1986年   | 哪吒                    | 萧锦   |
| 1986年   | 封神榜                  | 周仲廉 |
| 1990年   | 封神榜                  | 施正泉 |
| 2001年   | 封神榜                  | 蔡國慶 |
| 2006年   | 封神榜                  | 許還山 |
| 2014年   | 封神英雄榜              | 賀鏹   |
| 2015年   | 封神英雄（封神英雄榜2） | 賀鏹   |
| 2019年   | 封神演义                | 杨哲   |
| 2025年   | 封神第二部：戰火西岐    | 吳興國 |

## 備註
1. ↑  「十策」包括：拆鹿臺、廢炮烙、填躉盆、去酒池肉林、貶妲己、斬費仲尤渾、開倉濟民、招安東南、遣使訪賢，以及開言路納忠諫。見《封神演義》第二十七回。
2. ↑  見《封神演義》第九十九回。
3. ↑  見《封神演義》第四十二回。